# Joan Baez/5
Joan Baez/5 es el tercer álbum de estudio de la cantante estadounidense Joan Baez, publicado por la compañía discográfica Vanguard Records en octubre de 1964. El álbum alcanzó el puesto doce en la lista estadounidense Billboard 200, mientras que el sencillo «There But for Fortune» llegó al puesto cincuenta en Billboard Hot 100.

## Historia
A diferencia de sus anteriores trabajos, Joan Baez/5 estuvo dividido entre canciones contemporáneas y material de folk tradicional. «There but for Fortune» fue compuesta por Phil Ochs, y también incluyó «It Ain't Me Babe» de Bob Dylan y «I Still Miss Someone» de Johnny Cash, así como otras canciones de folk tradicional estadounidense y británico. Las notas que acompañan al álbum fueron escritas por Langston Hughes.
En 2002, Vanguard reeditó Joan Baez/5 en disco compacto con dos temas extra: «Tramp on the Street» y «Long Black Veil».

## Lista de canciones
1. "There But for Fortune" (Phil Ochs) – 3:11
2. "Stewball" (Ralph Rinzler, Bob Yellin, John Herald) – 2:57
3. "It Ain't Me Babe" (Bob Dylan) – 3:16
4. "The Death of Queen Jane" (Tradicional) (Child No. 170) – 3:56
5. "Bachianas Brasileiras No. 5: Aria" (Heitor Villa-Lobos) – 6:32
6. "Go 'Way from My Window" (Tradicional, arr. John Jacob Niles) – 2:10
7. "I Still Miss Someone" (Johnny Cash, Roy Cash Jr.) – 3:10
8. "When You Hear Them Cuckoos Hollerin'" (Tradicional) – 2:45
9. "Birmingham Sunday" (Richard Fariña) – 3:58
10. "So We'll Go No More A-Roving" (Richard Dyer-Bennet, Lord Byron) – 1:42
11. "O' Cangaceiro" ("The Bandit") (Alfredo Ricardo do Nascimento) – 2:18
12. "The Unquiet Grave" (Tradicional) (Child No. 78) – 4:19

Temas extra (reedición de 2002)
1. "Tramp on the Street" (Grady Cole, Hazel Cole) – 3:59
2. "Long Black Veil" (Marijohn Wilkin, Horace Eldred "Danny" Dill) – 2:42

## Personal
- Joan Baez: voz y guitarra acústica
- David Soyer: chelo

## Posición en listas
| País           | Lista         | Posición |
| -------------- | ------------- | -------- |
| Estados Unidos | Billboard 200 | 12       |